# Zdeněk Hruška (fotbalista)
Zdeněk Hruška (* 25. července 1954 v Praze, Československo) je bývalý československý fotbalový brankář a fotbalový trenér.

## Fotbalová kariéra
První fotbalové krůčky začal v pražském klubu Slavoj Vyšehrad, kde vydržel až do základní vojenské služby, kterou v letech 1974–1976 absolvoval v Dukle Tachov. Následně přešel do Bohemians Praha, kde působil plných 9 let, následující 2 sezóny (1985–1987) působil v konkurenčním vršovickém klubu, Slávii Praha. Poté následovala jedna sezóna v zahraničí – konkrétně v řeckém klubu PAE Véroia. Na rok se vrátil opět do Bohemians Praha, odkud odcházel ukončit kariéru do zahraničí k našim jižním sousedům, v Rakousku hrál za dva kluby Wacker Wien (1989–1990) a FAC Vídeň (1990–1992). V reprezentačním celku Československa odehrál 24 utkání v letech 1977–1983. V Poháru mistrů evropských zemí nastoupil ve 3 utkáních a v Poháru UEFA nastoupil v 19 utkáních.

## Ligová bilance
| Ročník                                   | Zápasy | Góly | Klub            |
| ---------------------------------------- | ------ | ---- | --------------- |
| 1. československá fotbalová liga 1976/77 | 27     | 0    | Bohemians Praha |
| 1. československá fotbalová liga 1977/78 | 28     | 0    | Bohemians Praha |
| 1. československá fotbalová liga 1978/79 | 18     | 0    | Bohemians Praha |
| 1. československá fotbalová liga 1979/80 | 15     | 0    | Bohemians Praha |
| 1. československá fotbalová liga 1980/81 | 23     | 0    | Bohemians Praha |
| 1. československá fotbalová liga 1981/82 | 25     | 0    | Bohemians Praha |
| 1. československá fotbalová liga 1982/83 | 28     | 0    | Bohemians Praha |
| 1. československá fotbalová liga 1983/84 | 12     | 0    | Bohemians Praha |
| 1. československá fotbalová liga 1984/85 | 6      | 0    | Bohemians Praha |
| 1. československá fotbalová liga 1985/86 | 23     | 0    | Slavia Praha    |
| 1. československá fotbalová liga 1986/87 | 7      | 0    | Slavia Praha    |
| 1. československá fotbalová liga 1987/88 | 16     | 0    | Bohemians Praha |
| 1. československá fotbalová liga 1988/89 | 19     | 0    | Bohemians Praha |

## Trenérská kariéra
Novou kariéru ve fotbale, tentokráte jako trenér, zahájil v Rakousku ve svém druhém působišti, FAC Vídeň, kde působil jako hrající trenér. Poté se vrátil do Bohemians Praha, kde působil po tři sezóny jako asistent. V roce 1995 si již vyzkoušel v Bohemians Praha pozici hlavního trenéra. Následovalo působení v FK Turnov a FC Chomutov. Do nejvyšší soutěže se vrátil u týmu FC Slovan Liberec, kde zastával pozici asistenta. Dva roky strávil v Německu u týmu Tennis Borussia Berlin, poté dvě sezóny v pražském klubu FSC Libuš. Od roku 2003 působil v Bohemians Praha 1905, kde po půl roce u hlavního týmu byl odvolán. Následně si ještě vyzkoušel dvakrát angažmá ve středočeských Všenorech kde však skončil velmi brzy. Nyní působí jako trenér v amatérském fotbalovém klubu SK Modřany jako trenér "A" týmu mužů.